# Salvatore Petito
Salvatore Petito (Napoli, 1795 – Napoli, 1869) è stato un attore teatrale italiano.

## Biografia

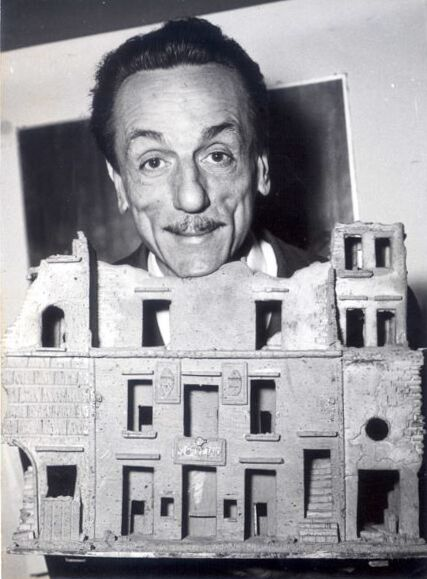
Eduardo De Filippo e il modellino del San Carlino

Salvatore Petito fu uno dei massimi esponenti di una famiglia di attori comici, celebre per l'interpretazione di Pulcinella al Teatro San Carlino di Napoli.
Inoltre Salvatore Petito fu anche il capostipite della dinastia di attori della famiglia, e sposò una 'Donna Peppa' (Giuseppina Errico) che gestiva e dirigeva un famoso teatro, il Teatro Silfide.
Nel 1823 Petito esordì come Pulcinella al Teatro San Carlino e continuò a recitare con successo fino al 1852, quando decise di ritirarsi passando le consegne a suo figlio Antonio Petito.
Antonio Petito recitò e fu autore di testi comici, fino al 1876 quando ebbe un grave malore sul palcoscenico che lo portò al decesso.